# L'Ancresse

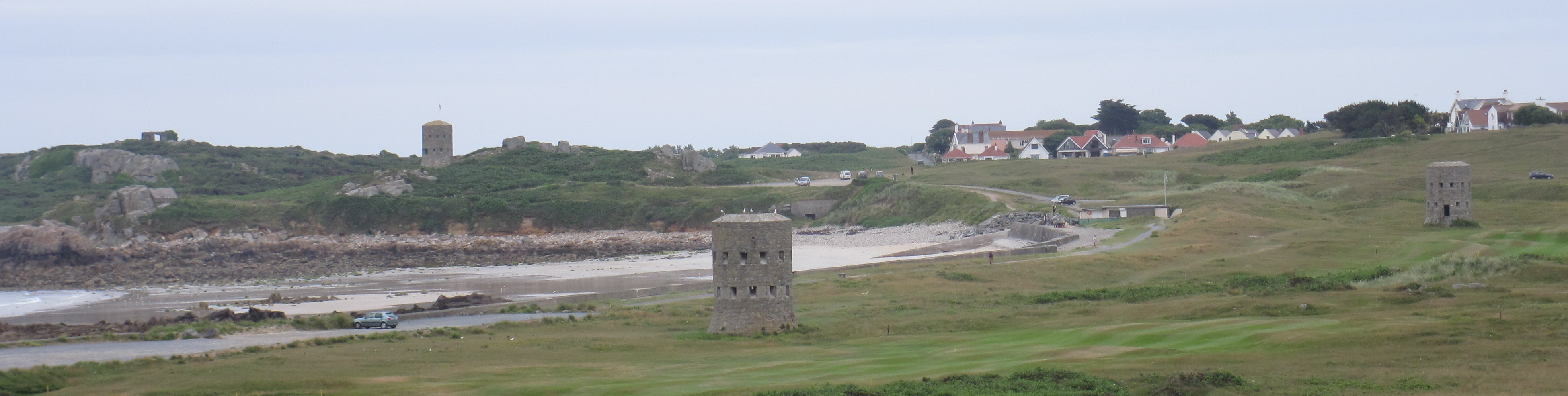
Vue partielle de L'Ancresse.

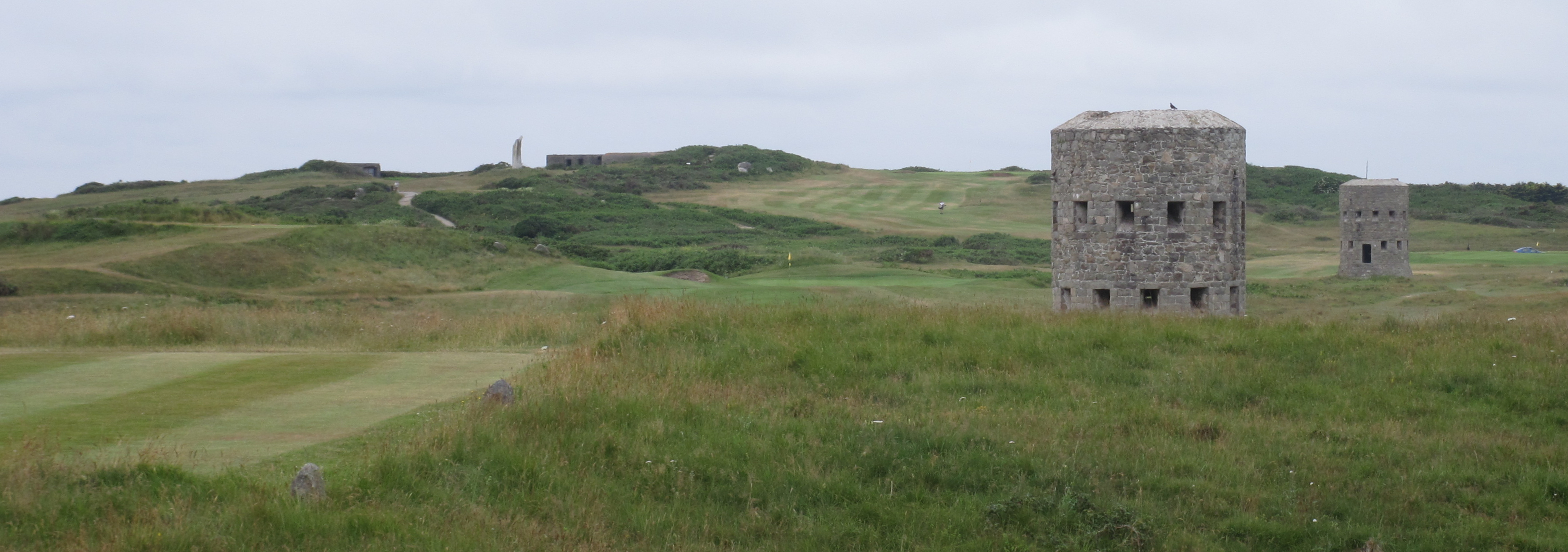
La lande de L'Ancresse.

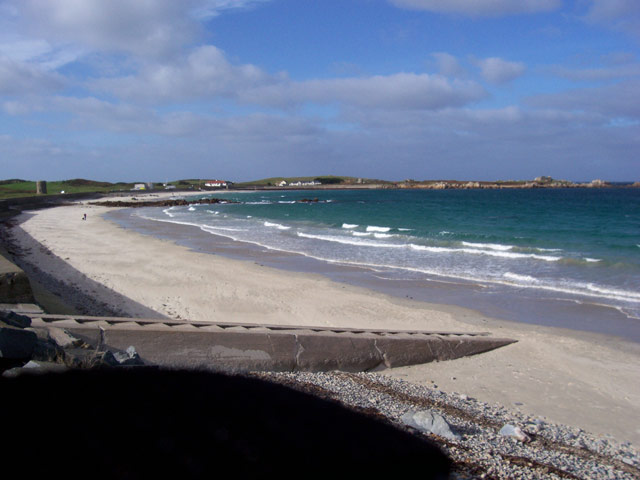
La baie de L'Ancresse.

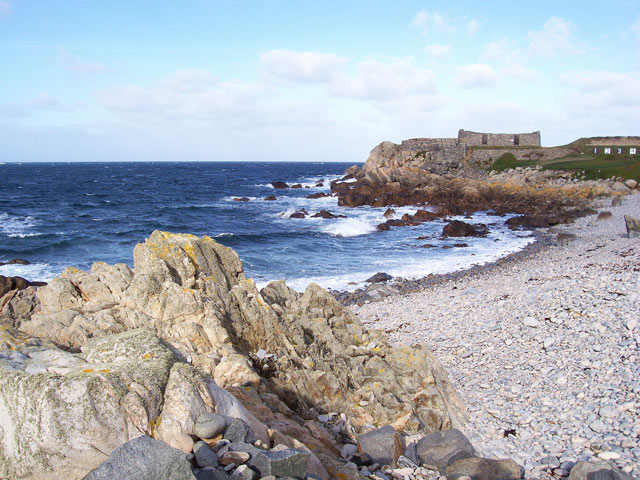
Vue du Fort Le Marchant.

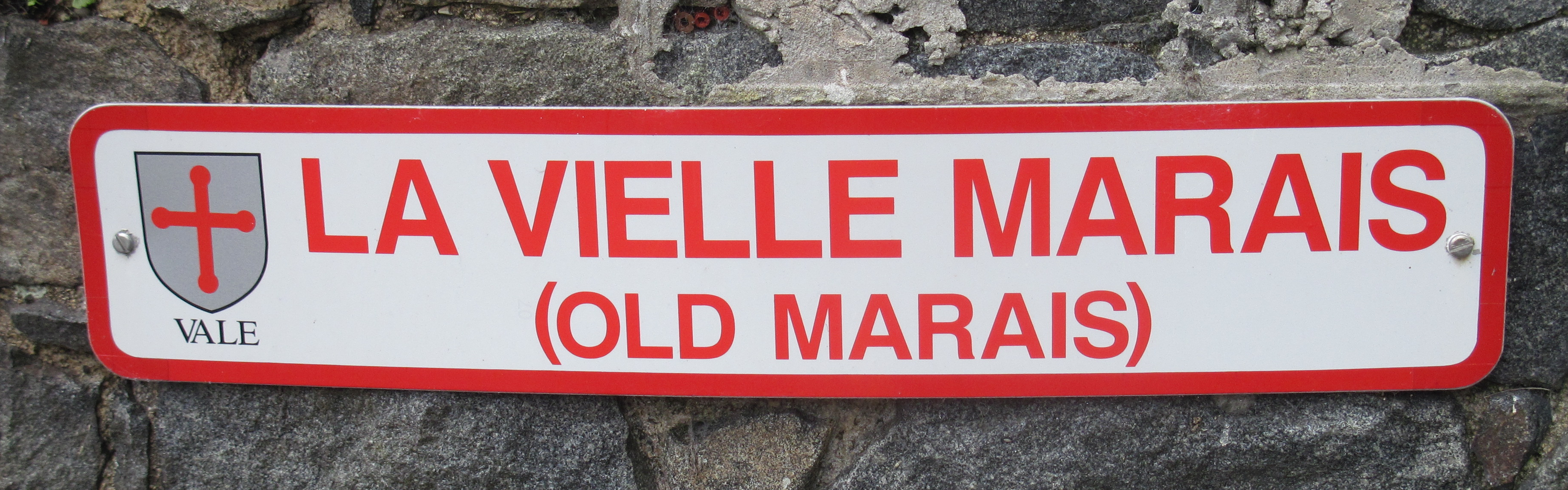
Ancien marais asséché aujourd'hui.

L'Ancresse est un lieu-dit situé dans la paroisse du Clos du Valle au nord de l'île Anglo-Normande de Guernesey. Cette zone est constituée d'une vaste lande herbeuse parsemée de dolmens et qui délimitait un ancien chenal, la Braye du Valle qui séparait autrefois, à marée haute, l'île de Guernesey de sa petite voisine nordique du Clos du Valle. 

## Étymologie
Le nom de l'Ancresse vient du mot ancre et ancrage, car dans cet ancien chenal du Braye du Val, qui séparait autrefois les îles de Guernesey et du Clos du Valle à marée haute, ce lieu servait d'amarrage pour les bateaux des pêcheurs locaux. La zone est délimitée par la route de L'Ancresse et celle de la Vielle Marais (Vieux marais).

## Description
Jusqu'au début du XIXe siècle, un chenal dénommé le Braye du Val, séparait à marée haute l'île principale de Guernesey à sa voisine du Clos du Valle, qui redevenait une presqu'île pendant les marées basses. En 1806, fut décidé de drainé ce chenal par comblement et le Clos du Valle cessa d'être un îlot le temps des marées hautes. Néanmoins, la zone sauvage, marécageuse et herbeuse continua à porter le nom de L'Ancresse, même si plus aucun navire n'y accoste. Au nord de cette zone, une baie porte également le nom  de baie de L'Ancresse (L'Ancresse Bay), près de laquelle s'élève un fort, le Fort Le Marchant anciennement Fort L'Angle qui verrouille depuis la butte dominante la baie de L'Ancresse.
Sur cette lande sauvage, s'élèvent plusieurs dolmens, La Platte Mare, Les Fouaillages et La Varde.

## L'Ancresse commun
L'Ancresse commun (L'Ancresse Common) est un héritage communautaire détenu par des personnes privées, qui s'étend sur environ 737 vergées (298 hectares) et constitue la plus grande zone de lande à Guernesey. Cette propriété, gérée par un conseil, est soumise à l'exercice des droits héréditaires et coutumier des habitants du Clos du Valle notamment les droits de pacage, les droits de coupe d'ajoncs (droit de fouillage) et les droits de passage.
Sur une partie de la lande herbeuse de L'Ancresse, a été aménagé un golf et un  champ de course hippique. Dernièrement, le Conseil de L'Ancresse commun a mandaté un conciliateur pour tenter de régler un différend sur le bail payé par les clubs de golf au Conseil de L'Ancresse commun. En effet, le bail qui fut signé en 1947, n'a jamais été revalorisé et s'élève à cent livres de Guernesey.

## Sources
- L'Ancresse, historique
- L'Ancresse Common
- Médiation entre le Conseil de L'Ancresse commun et les clubs de golf